# Scleria benthamii
Scleria benthamii är en halvgräsart som beskrevs av Charles Baron Clarke. Scleria benthamii ingår i släktet Scleria och familjen halvgräs. Inga underarter finns listade i Catalogue of Life.